# Raión de Petrykivka
Raión de Petrykivka (en ucraniano: Петриківський район) es un antiguo raión o distrito de Ucrania en el óblast de Dnipropetrovsk. 
Comprende una superficie de 928 km².
La capital fue la ciudad de Petrykivka.

## Demografía
Según estimación 2010 contaba con una población total de 25558 habitantes.

## Otros datos
El código KOATUU es 1223700000. El código postal 51800 y el prefijo telefónico +380 5634.